# غردونان
غردونان (بالفارسية: گردونان) هي قرية تقع في قسم جلغة تشاة هاشم الريفي (مقاطعة دلغان) في إيران. يقدر عدد سكانها بـ 52 نسمة بحسب إحصاء 2016.